# Cratere Glushko
Glushko è un cratere lunare, intitolato all'ingegnere ucraino Valentin Petrovitch Glushko e adiacente al cratere Olbers. Questo cratere è una formazione giovane con un coefficiente di albedo relativamente elevato e al centro di una raggiera che si estende lungo tutte le direzioni.
L'aspetto ben definito di questo cratere ne suggerisce una formazione relativamente recente. Il cratere era stato precedentemente chiamato 'Olbers A', prima di essere rinominato dalla IAU.